# 艾倫密光鰓魚
艾倫密光鰓魚，又稱亞倫氏光鰓雀鯛、艾倫光鰓魚，俗名為厚殼仔，為輻鰭魚綱鱸形目隆頭魚亞目雀鯛科的其中一種。

## 分布
本魚分布於西北太平洋區，包括日本伊豆群島至台灣。

## 深度
水深2至15公尺。

## 特徵
本魚尾柄及尾鰭為白色外，全身為淡棕色，尾鰭上下葉各有2條呈絲狀延長的鰭條。體呈卵圓形而側扁，眼中大，上側位。口小，上頜骨末端僅及眼前緣；齒細小，圓錐狀。前鰓蓋骨後緣平滑。體被大櫛鱗；側線之有孔鱗片15至17枚。整體顏色為褐色，胸鰭基部有一黑斑，尾鰭及尾柄白色，背鰭硬棘11至12枚；軟條12至13枚；臀鰭硬棘2枚；軟條12至13枚。體長可達6.5公分。

## 生態
本魚棲息在珊瑚礁繁茂的地區，以動物性浮游生物及藻類為食。

## 經濟利用
為觀賞性魚類，很少人食用。